# Diego Masías y Llosa
Diego Masías y Llosa (Arequipa,  1825 - Lima, 1889) fue un militar peruano y caudillo civil arequipeño. Personaje importante en las revoluciones de Arequipa de mediados del siglo XIX. 

## Biografía
Fue hijo de Pedro Domingo Masías y María Anselma Llosa y Benavides, miembros de la alta aristocracia arequipeña. Durante su juventud fue enviado por sus padres a realizar estudios superiores en Europa sin embargo a su regreso demostraría un gran liderazgo como caudillo popular.
En 1851 comandó el levantamiento del pueblo arequipeño contra las autoridades echeniquistas de la ciudad, años más tarde se plegó a la revolución de Ramón Castilla con cuyo ejército entró a Lima en 1855. Al igual que sus hermanos tomo parte luego del levantamiento vivanquista en Arequipa el cual originó una sangrienta guerra civil que culminó en 1858 con la toma de la ciudad. En 1865 se une a la revolución que el general Mariano Ignacio Prado inicia en Arequipa y que culmina con la declaratoria de guerra a España. El ya coronel Diego Masías y Llosa combate en el Callao el 2 de mayo de 1866 frente a la escuadra española.
Fue también diputado a congreso y prefecto de Lima y Arequipa. En 1879, no obstante encontrarse afectado por un avanzado reumatismo, solicita su reincorporación a las filas del ejército con motivo de la guerra con Chile. Asiste a las batallas de San Juan y Miraflores durante la defensa de Lima, sufriendo tras la ocupación la imposición de cupos por parte del ejército invasor.
Falleció en Lima a la edad de 64 años, fue enterrado en el mausoleo de su yerno, el general Remigio Morales Bermúdez quien años más tarde llegaría a ser Presidente del Perú.